# Elizabeth Howard
Elizabeth Howard, férjezett nevén Elizabeth Boleyn (1480 körül – 1538. április 3.) angol grófné, Wiltshire és Ormond grófnéja, Rochford vikomtnéja. Thomas Boleyn felesége, Boleyn Anna angol királyné anyja, I. Erzsébet angol királynő nagyanyja.

## Élete
Thomas Howard (1443
Thomas Howard, Norfolk 2. hercege és Elizabeth Tilney két lánya közül az elsőként született 1480 körül. Családja III. Richárdot támogatta a rózsák háborúja idején; mikor Richárd 1485-ben elesett a bosworthi csatában, a család azzal őrizte meg helyzetét, hogy rögtön hűséget esküdött a győztesnek, VII. Henriknek. Elizabeth fiatal lányként került a királyi udvarba, ahol 1500 körül (talán 1498-ban) feleségül ment egy fiatal, nagyravágyó udvaronchoz, Thomas Boleynhez, Wiltshire első grófjához. Többször esett teherbe, de csak három gyermeke érte el a felnőttkort:
- Mary Boleyn, VIII. Henrik szeretője (1499 körül - 1543. július 19.)
- Anne Boleyn, VIII. Henrik második felesége (1501 körül - 1536. május 19.)
- George Boleyn, Viscount Rochford (1504 április körül - 1536. május 17.)

Először Yorki Erzsébet (VII. Henrik felesége), majd Aragóniai Katalin (VIII. Henrik első felesége) udvarhölgye volt. Korabeli szóbeszéd szerint nagyon vonzó külsővel rendelkezett, és maga is a király szeretője volt, maga Henrik azonban ezt tagadta, és a Mary Boleynnel folytatott kapcsolatával ellentétben nem említette, amikor egyházi diszpenzációt kért az Annával kötendő házasságához (erre szükség volt, ha olyat akart feleségül venni, akinek közel hozzátartozójával már volt kapcsolata). Történészek szerint a szóbeszéd vagy abból eredt, hogy Elizabeth Howardot összetévesztették Henrik híresebb szeretőjével, Elizabeth Blounttal, vagy a Boleyn család 1527 után növekvő népszerűségéből.
Elizabeth lányai, Mary és Anne a francia királyi udvarban töltöttek el éveket Klaudia királyné udvarhölgyeiként. 1520 környékén a Boleyn család előnyös házasságot készített elő Mary nevű leányuk számára, aki még abban az évben feleségül ment William Carey-hez, egy tehetős és befolyásos kereskedőcsalád sarjához. Mary már az esküvő után lett Henrik szeretője. A Boleynek gyorsan elkezdtek felemelkedni az udvari hierarchiában, s Carey tagja lehetett az ún. Titkos Tanácsnak is, ami hatalmas megtiszteltetés volt, főleg egy olyan, alacsony sorból származó ember számára, mint ő.
Maryvel ellentétben Annának bensőséges volt a kapcsolata édesanyjukkal, hiszen a két testvér jelleme és műveltsége erősen különbözött. Anna hatalmas tudással rendelkezett, mind a zene, a hímzés, a vallás, mind pedig az etikett terén. Anna ambiciózus volt, igyekezett függetlenedni hataloméhes édesapjától, aki szó szerint képes volt áruba bocsátani lányait, csakhogy ő maga minél inkább gyarapodhasson birtokok és vagyon tekintetében. 1525-ben aztán Annát szemelte ki magának Henrik, ám igen csak meglepődött, amikor a hölgy már ismeretségük legelején leszögezte, addig nem adja oda magát a királynak, amíg az feleségül nem veszi őt. Anna úgy vélte, nővére azért esett ki olyan hamar a király kegyeiből, mert túl könnyen odaadta magát neki.
Annának, ahhoz, hogy megvalósíthassa házassági terveit, előbb végleg semlegesítenie kellett ádáz ellenfelét, Thomas Wolsey bíborost, Henrik jobbkezét. Törekvései eredménnyel jártak, Wolsey kiesett Henrik kegyeiből, s hatalmától, vagyonától megfosztva, 1530-ban halt meg, 57 éves korában, nyomorban tengődve.
Mikor 1533 szeptemberében megszületett Anna és Henrik leánya, a csecsemőt a büszke nagymama, vagyis nagymamák után nevezték el, mivel mind Henrik, mind pedig Anna édesanyját Elizabethnek hívták. 1535-ben Mary Boleyn szégyent hozott családjára azzal, hogy már özvegyasszonyként, megszökött egy udvaronccal, a csekély vagyonú William Stafforddal, akihez titokban feleségül is ment, miután terhes lett a férfi gyermekével. Ezzel a lépésével Annát is megsértette, mivel királynéként neki kellett volna engedélyt adnia ahhoz, hogy Mária újra férjhez mehessen. Ezek után száműzték az udvarból mind Máriát, mind pedig Stafford-ot, ám Anna meggyőzte Henriket, hogy Mária legalább az özvegyi nyugdíját megkaphassa minden hónapban, így viszonylagos anyagi biztonságban élhetett a házaspár, Stafford szerény vidéki birtokán.
Egy évvel később újabb súlyos botrány tört ki a Boleyn családban: Anna királynét és George Boleynt vérfertőzéssel és felségárulással vádolta meg VIII. Henrik. Büntetőperük mindössze néhány nap alatt lezárult, s mindkettejüket bűnösnek találta a főnemesekből álló bíróság. George-ot 1536. május 17-én fejezték le, nővére, Anna két nappal később követte őt a vérpadra. Gyermekei halála után Elizabeth örökre távozott az udvarból, s vidékre költözött, ahol elvonultan élt tovább, két évvel később bekövetkezett haláláig. Férje, Thomas Boleyn egy évvel később követte őt a sírba. Leányuk, Mary 1543. július 19-én, 43 éves korában hunyt el, második férje, William Stafford oldalán, akinek két gyermeket szült: Anne és Edward Staffordot.
Elizabeth unokája, Erzsébet hercegnő 1558. november 17-én Anglia királynője lett, I. Erzsébet néven. Ő lett a Tudor-ház utolsó uralkodója, halálával, 1603. március 24-én kihalt a dinasztia, mivel nem ment férjhez és nem született gyermeke sem. A Boleyn-család vérvonala azonban nem szakadt meg, Mary négy gyermeke (Catherine, Henry, Anne és Edward) révén. Catherine 14 gyermeket szült férjének: Mary, Henry, Lettice, William, Edward, Robert, Richard, Elizabeth, Thomas, Francis, Anne, Catherine, Maude és Dudley. Henry 12 gyermek édesapja volt: George, John, Henry, Thomas, Tamás, William, Edmund, Robert, egy ismeretlen nevű fiú, Katherine, Philadelphia és Margaret.